# Дрозд-отшельник
Дрозд-отшельник, или пёстрый американский дрозд (лат. Catharus guttatus) — певчая птица семейства дроздовых.

## Описание
Дрозд-отшельник длиной 18 см, окраска оперения на верхней стороне и по бокам оливково-зеленого, а на нижней стороне жёлто-коричневого цвета с тёмными точками на груди. Другие признаки — это красноватый хвост и белые круги под глазами. Примечательна красота медленного, нисходящего пения, часто исполняемого на верхушках деревьев.

## Местообитание
Дрозд-отшельник — это летняя птица в северных лесах и лесистых горах Северной Америки, которая мигрирует на зимовку в Центральную Америку до Гватемалы.

## Питание
Дрозд-отшельник ищет на земле или среди растений жуков, ос и мух. Плоды, прежде всего, ягоды, дополняют питание.

## Размножение
Во время тока самец занимает участок, на который могут проникнуть только готовые к спариванию самки. Они строят компактное, массивное чашеобразное гнездо из растительного материала и тины, обычно на земле под хвойным деревом, и откладывают от 3 до 6 яиц. Самец кормит самку и помогает в выкармливании птенцов, которые становятся самостоятельными примерно через 12 дней. В некоторых случаях родители гнездятся ещё и во второй раз. Нередко буроголовый коровий трупиал пытается подложить в гнездо дрозда отшельника яйцо, которое тот часто не замечает и, как следствие, растит чужого птенца.

## Прочее
Дрозд-отшельник является официальным символом Вермонта.